# Noailhac (Tarn)
 Noailhac  es una población y comuna francesa, ubicada en la región de Mediodía-Pirineos, departamento de Tarn, en el distrito de Castres y cantón de Labruguière.

## Demografía
| 613 | 628 | 647 | 650 | 650 | 712 |
| Para los censos de 1962 a 1999 la población legal corresponde a la población sin duplicidades (Fuente: INSEE [Consultar]) |     |     |     |     |     |